# ISW11F
ARROWS Z ISW11F（アローズ ジー あいえすだぶりゅー いちいちえふ）は、富士通東芝モバイルコミュニケーションズ（富士通ブランド、現・FCNT）によって日本国内向けに開発された、auブランドを展開するKDDIおよび沖縄セルラー電話のストレート型スマートフォンである。ISシリーズの一つ。CDMA 1X WIN（CDMA2000 1xEV-DO、現・au 3G）および+WiMAX（モバイルWiMAX）に対応。
なお、雑誌などの書籍では富士通製になっていることが多い。製造型番はFJI11。

## 概要
auの2011年冬モデルの中で「防水/ハイスペックスマートフォン」と位置づけられ、ARROWSシリーズの筆頭機種となった。
富士通ブランドとしては初となるau向けスマートフォンで、モバイルWiMAX（IEEE 802.16e-2005）に対応したハイエンドに位置づけられるモデルである。
auでは初めてのデュアルコアCPUであるOMAP4430を採用している。
なめらかで吸い付くようなタッチ感があると宣伝されており、「サクサクタッチパネル」と謳われている。
防水・防塵性能を有し、公式テザリング（USB・Wi-Fi）にも対応している。
カメラにはソニー製の裏面照射型CMOSイメージセンサー「Exmor R for mobile」が採用されている。
ディスプレイにはau端末としては初めてHD液晶（1280×720）が搭載される。なお、ディスプレイ方式はTFTで、色配列はRGBストライプ式。
バッテリーの型番は「TSI12UAA」でありWindows Phone IS12T（TSI12）と同じ。
マイクロUSBは充電とマスストレージ機能が利用できるほか、変換アダプターの使用によりUSBメモリーやキーボード・マウスなどを利用できる。またキーボードとマウスはBluetoothによる接続でも使用出来る。
ホームUIは富士通独自の「NX! comfort UI」のほか、au標準のOcean Observation社のUI「au HOME」、Android 2.3標準の「ランチャー」の3つが用意されている。ただしAndroid 4.0にバージョンアップした場合au HOMEは削除され「NX! comfort UI」とAndroid 4.0標準の「ランチャー」に変更される。
現在発売されている+WiMAX対応スマートフォンの中で唯一、音声通話中のWiMAXによるデータ通信に対応していない。本機はモバイルネットワークをOFFにした場合の+WiMAX接続ができず、音声通話中のモバイルネットワーク切断と合わせて発生する事象である。
なお2011年12月28日に開始した、モバイルWiMAXにおける64QAMによる上り最大15.4Mbpsの通信には非対応となっている。
2013年現在、ARROWSシリーズで唯一、通常サイズのSIMカード（au ICカード）を採用している機種である。

## 歴史
- 2011年9月26日 - KDDI、および富士通東芝モバイルコミュニケーションズより公式発表。
- 2011年10月26日 - 連邦通信委員会（FCC）を通過[3]。
- 2011年11月15日 - auホームページの発売予定日表示が2011年11月下旬以降から2011年12月中旬以降に延期。（公式なニュースリリース等は無し）
- 2011年12月17日 - 全国にて一斉発売。
- 2012年1月上旬 - KDDI直営のECサイト「auオンラインショップ」で販売開始。在庫分が無くなり次第販売終了。新規・MNP・機種変更でも扱っている。
- 2012年1月下旬 - KDDIが提供するフィーチャー・フォンのUI風ユーリティ・ツール「かんたんメニュー」に対応した。
- 2012年7月22日 - L800MHz（旧800MHz帯・CDMA Bandclass 3(←JTACS)）帯エリアによる音声・データ通信サービスの停波によりそれ以降はN800MHz（新800MHz帯・CDMA Bandclass 0 Subclass 2）帯エリア、および2GHz（CDMA Bandclass 6）帯エリアの各音声・データ通信サービスで利用する事となる。
- 2012年11月13日 - Android 4.0.3へのバージョンアップ開始。

## 対応するKDDI製アプリ
以下の一覧にはプリインストールされているもの、au Marketにてダウンロード対応するものが混在する。
- Skype au
- au Friends Note* きせかえtouch
- au Smart Sports Run&Walk
- au Smart Sports Karada Manager
- au Smart Sports Fitness
- GREEマーケット
- au ショッピングモール
- au Market(旧au one Marketにてアップデート対応)
- au ﾃﾚﾋﾞ.Gｶﾞｲﾄﾞ
- au モバオク
- au ナビウォーク
- au 助手席ナビ
- au ニュースEX
- じぶん銀行

## 主な機能・サービス
※ PC向けWebブラウザが標準装備されておりFlashコンテンツもフル表示可能。携帯向けサイト(EZWeb)は他のスマートフォンやPCと同じく閲覧不可。
| 主な機能・対応サービス                                                  | 主な機能・対応サービス                           | 主な機能・対応サービス              | 主な機能・対応サービス                                             |
| ----------------------------------------------------------------------- | ------------------------------------------------ | ----------------------------------- | ------------------------------------------------------------------ |
| Webブラウザ                                                             | LISMO! for Android メディアプレイヤー LISMO WAVE | おサイフケータイ                    | ワンセグ                                                           |
| au one メール PCメール Gmail EZwebメール                                | デコレーションメール                             | Skype au                            | PCドキュメント(Document Viewer)                                    |
| au Smart Sports Run & Walk Karada Manager ゴルフ(web版) Fitness、歩数計 | GPS 方位計                                       | au oneナビウォーク au one助手席ナビ | au one ニュースEX au one GREE                                      |
| かんたんメニュー じぶん銀行                                             | 緊急地震速報                                     | Bluetooth                           | 無線LAN機能 (Wi-Fi) テザリング (Wi-Fi・USB) +WiMAX (モバイルWiMAX) |
| 赤外線通信 (IrSimple)                                                   | WIN HIGH SPEED                                   | グローバルパスポート(CDMA・GSM)     | auフェムトセル                                                     |
| microSD microSDHC                                                       | モーションセンサー(6軸)                          | 防水 防塵                           | 簡易留守録 着信拒否設定                                            |

- 安心セキュリティパックはフル対応

## アップデート
2011年12月26日に以下の不具合の修正がケータイアップデートによって行われた。
- WiMAX機能ON時にauかんたん決済が利用できなくなる。
- 電池の消費が早くなる場合がある。

2012年2月20日に以下の不具合の修正がケータイアップデートによって行われた。なおauによると、このソフトウェアは2012年3月29日のアップデートのために必須とのこと。
- ケータイアップデートに失敗する場合がある。
- GPSの計測が出来なくなる場合がある。

なお、アップデートする際にはバックライト消灯時間を30分にしてから手動でのアップデートをする必要がある。
2012年1月19日にケータイアップデートが公開されたもののソフトウェアの不具合が確認され、これらの修正を含め2012年3月29日に以下のソフトウェアがケータイアップデートによって公開された。
- 充電が出来ない場合がある。
- 充電に時間がかかる場合がある。
- 再起動する場合がある。
- 「マイコレクション」を起動できない場合がある。

2012年4月19日に以下の不具合の修正がケータイアップデートによって行われた。
- データ通信中に再起動する場合がある。
- ブラウザが強制終了する場合がある。
- ステレオイヤホン端子にマイク機能のないイヤホンを接続すると再起動する。

2012年7月5日に以下の不具合の修正がケータイアップデートによって行われた。これにより本機種のアップデートはIS12Tに次ぐ7回となった。
- Wi-Fiのオフ操作を行うと再起動する場合がある。
- 待ち受け状態の時に電池の持ちが短くなる場合がある。
- microSDXCメモリカードを取り付けると、メモリカード内のデータが破損する。なお、アップデートを適用してもmicroSDXCカードは使用できない。

2012年11月13日にAndroid 4.0.3へのOSアップデートが実施された。ドコモ向け兄弟機F-05Dは11月8日にアップデート開始済み。なお、通常のケータイアップデートではなく、専用アプリによる更新。
- Android™ 4.0.3へのアップデート ビルド番号 FIK700
- Eメールアプリの改善
- SMS (Cメール) のau絵文字対応
- Wi-Fi通信から3G通信への切り替え完了までの待ち時間を短縮。

## Android 4.0.3での変更点
2012年11月13日より本機種にAndroid 4.0.3へのOSアップデートが提供されている。アップデート後は元に戻すことはできない。OSアップデートにおける主な変更点は次の通り。
- Android 4.0(Ice Cream Sandwitch、以下ICS)に準じたUIの採用
- ICS標準のスクリーンショット機能を提供[14]
- NTTドコモ、イー・アクセス等との絵文字統合を受け、au絵文字を変更
- SMS(Cメール)アプリにICS標準のSMSアプリを流用、緊急速報機能を分離
- USB接続時のMTPに対応
- 従来のエコモードに代わり「NX!エコ」アプリの搭載
- ユーザーに提示するRAM容量が約200MB減少。
- TSUTAYA TVアプリの削除。TSUTAYA TVのダウンローダアプリがプリインストールされている。なお、ダウンローダアプリはアンインストール可。

## 本体発熱時に充電や一部機能が停止する事象
本機は仕様上、他の機種に比べて発熱しやすく、高温になると一部機能が停止する機能が付属されている。ただし、Android 4.0.3へのアップデートで対策が取られた模様。
本機に同梱されている注意書きには「通話、インターネット、カメラ、アプリなどを長時間使用したり、充電しながら使用すると本機が熱くなることがあります。もし本機が熱くなった場合、充電またはご使用中の一部機能を停止することがありますが故障ではありません。そうなった場合は、本機の温度が下がってから使用してください。」と記載されている。